# Archimedes Memoria
Archimedes Memória  (Ipu, meados de 1893 — Rio de Janeiro, meados de setembro de 1960) foi um arquiteto brasileiro.
Mudou-se para o Rio de Janeiro em 1911, com a intenção de estudar desenho na Escola Nacional de Belas Artes. Após o início do curso, decidiu transferir-se para o curso de arquitetura, tendo obtido diversas distinções acadêmicas.
Iniciou sua vida profissional no "Escritório Técnico Heitor de Mello", em 1918. Com o falecimento de Heitor, em 1920, a quem sucedeu, tornou o escritório o maior do Rio de Janeiro até 1935. Projetou alguns dos mais marcantes edifícios cariocas das décadas de 1920 e 1930.
Em 1920, ingressou no quadro de professores da Escola Nacional de Belas Artes. Foi professor catedrático de "Grandes Composições de Arquitetura" na FAU/UFRJ e diretor da Faculdade de Arquitetura da Universidade do Brasil.
Foi responsável pelo plano urbanístico da Exposição Internacional do Centenário da Independência, no Calabouço, em 1922; pelo projeto do Palácio Pedro Ernesto - Câmara dos Vereadores do Rio de Janeiro; pelos projetos da Igreja de Santa Terezinha no Túnel Novo, e das sedes do Hipódromo da Gávea e do Botafogo de Futebol e Regatas; pelo projeto do Palácio das Indústrias, hoje Museu Histórico Nacional; pelo Palácio da Festas; pelo Rio Cassino, no Passeio Público; pelo altar-mor da Igreja da Candelária; por inúmeras residências. Seu projeto mais imponente foi o do Palácio Tiradentes, edifício em estilo eclético, destinado a abrigar a Câmara dos Deputados, realizado em parceria com Francisco Cuchet. 
Foi vencedor do concurso nacional de projetos para construção do edifício-sede do então recém-criado Ministério de Educação e da Saúde Pública, o Palácio Capanema, mas o governo preferiu entregar a tarefa a Lúcio Costa e Oscar Niemeyer, no que ficou conhecido como um dos marcos fundadores da arquitetura moderna brasileira.
Em sua cidade natal, Ipu, foi o autor da planta municipal. A Igreja Matriz também teve a planta elaborada por ele; mas, desgostoso em saber que leigo alterou seu projeto interna e externamente, nunca mais voltou à cidade.